# Parcul Național Poleski
Parcul Național Polskie (în poloneză: Polskie Park Narodowy) este o arie protejată de importanță internațională ce corespunde categoriei a II-a IUCN (parc național) situată în Polonia, pe teritoriul voievodatului Lublin.

## Localizare
Aria naturală cu o suprafață de 97,62 km2 se află în partea central-estică a țării, pe teritoriul voievodatului Lublin, în regiunea mlăștinoasă a Polesiei (cea mai întinsă regiune cu mlaștini din Europa, aceasta ocupând partea de sud-vest a Câmpiei Ruse și acoperind teritoriul a 4 țări: Rusia, Ucraina, Belarus și Polonia).

## Descriere
Parcul Național Poleski a fost înființat în anul 1990, urmând ca începând cu anul 2002 acesta să fie inclus în programul mondial al UNESCO „Omul și Biosfera”. 
Aria naturală reprezintă o zonă umedă (turbării, mlaștini, lacuri, lunci mlăștinoase, păduri) de importanță internațională (protejată prin Convenția Ramsar), ce adăpostește o mare varietate de floră și faună specifică acestor zone.

## Biodiversitate
Parcul național dispune de mai multe tipuri de habitate (păduri boreale, păduri de conifere, păduri de foioase, lacuri, râuri, mlaștini, lunci mlăștinoase, pajiști, lunci nisipoase, turbării active) ce adăpostesc o mare diversitate de floră și faună.

### Floră
Flora parcului are în componență specii de arboricole și arbusti cu exemplare de: stejar (Quercus robur), frasin (Fraxinus excelsior), tei pucios (Tilia cordata), arțar (Acer platanoides), carpen (Carpinus betulus), mesteacăn (Betula pendula), arin (Alnus glutinosa), salcie albă (Salix alba), salcie roșie (Salix  purpurea), velniș (Ulmus leavis), zălog (Salix cinerea).
La nivelul ierburilor sunt întâlnite specii floristice rare, dintre care: roua cerului (Drosera rotundifolia), albăstriță (Centaurea jacea), greghetin (Geranium pratense), flocoșică (Holcus lanatus), crețușcă (Filipendula ulmaria), frigări (Geranium palustre) sau șopârliță (Veronica longifolia). 

### Faună
Fauna este reprezentată de specii de:
• mamifere: elan (Alces alces), lup (Canis lupus), nevăstuică (Mustela nivalis), specii de vidre (Mustelidae), castor (Castor fiber);

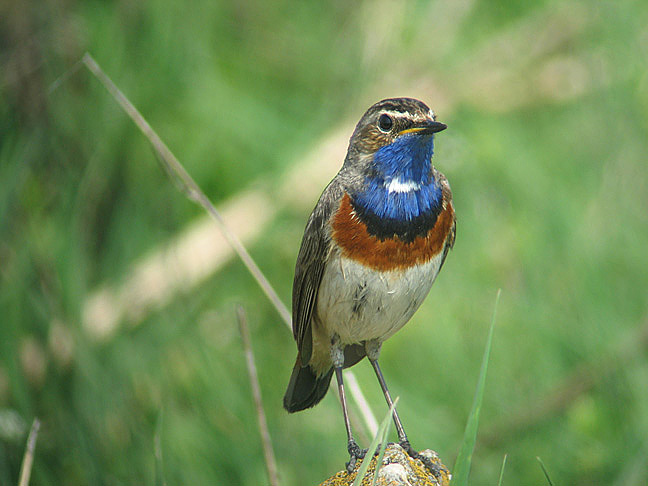
Guşă albastră (Luscina svecica)

• păsări: cu exemplare de becațină (Gallinago gallinago), bufniță (Bubo bubo), gușă albastră (Luscina svecica), fluierarul cu picioare roșii (Tringa totanus), barză neagră (Ciconia nigra), acvila țipătoare mică (Aquila pomarina), cocor (Grus grus), culic mare (Numenius arquate) sau pitulice de apă (Acrocephalus paludicola); 
• reptile, amfibieni, pești și insecte.